# All The Stuff (And More!) Volume 2
All The Stuff (And More!) Volume 2 kompilacijski je album od američkog punk rock sastava Ramones, koji izlazi u svibnju 1990.g. Kompilacija se sadrži od njihovog trećeg i četvrtog studijskog albuma, Rocket to Russia i Road to Ruin, osim skladbe "Go Mental", plus bonus pjesme. Neke verzije albuma uključuju i skladbu "Go Mental", koja se nalazi na 24. mjestu, poslije "I Wanna Be Sedated" i prije "Questioningly" i kompilacija sadrži ukupno 30 pjesama.

## Popis pjesama
Sve pjesme napisao je sastav Ramones, osim gdje je drugačije naznačeno.
1. "Cretin Hop"  – 1:56
2. "Rockaway Beach" (Dee Dee Ramone)
3. "Here Today, Gone Tomorrow" (Joey Ramone)
4. "Locket Love"
5. "I Don't Care" (Joey Ramone)
6. "Sheena Is a Punk Rocker" (Joey Ramone)
7. "We're a Happy Family"
8. "Teenage Lobotomy"
9. "Do You Wanna Dance?" (Bobby Freeman)
10. "I Wanna Be Well"
11. "I Can't Give You Anything"
12. "Ramona"
13. "Surfin' Bird" (Carl White / Alfred Frazier / John Harris / Turner Wilson)
14. "Why Is It Always This Way?"
15. "Slug"
16. "I Want You Around (Original Version)"
17. "I Just Want to Have Something to Do" (Joey Ramone)
18. "I Wanted Everything" (Dee Dee Ramone)
19. "Don't Come Close"
20. "I Don't Want You"
21. "Needles And Pins" (Sonny Bono / Jack Nitzsche)
22. "I'm Against It"
23. "I Wanna Be Sedated" (Joey Ramone)
24. "Questioningly" (Dee Dee Ramone)
25. "She's the One"
26. "Bad Brain"
27. "It's a Long Way Back" (Dee Dee Ramone)
28. "I Don't Want To Live This Life (Anymore)"
29. "Yeah, Yeah"

## Vanjske poveznice
- discogs.com - Ramones - All The Stuff (And More) - Vol. 2